# Antverpy
Antverpy (nizozemsky Antwerpen, francouzsky Anvers) jsou největším belgickým městem (bez aglomerace). Žije zde přibližně 529 tisíc obyvatel. Zdejší přístav patří k největším v Evropě.

## Poloha
Většina Antverp leží převážně na pravém břehu řeky Šeldy, tedy na západním okraji centrální části historického Brabantského vévodství; na levém břehu řeky se rozkládá pouze čtvrť Linkeroever, historicky náležející k Flandrám.

## Historie
Město si během doby své existence vysloužilo dvě přezdívky: „Rubensovo město“ se mu říká proto, že tu žil vlámský malíř Peter Paul Rubens, pojmenování „Jeruzalém západu“ si město vysloužilo díky židům, kteří zde tvoří od 16. století velkou komunitu.
Antverpy jsou také vojenským městem. I když původní hradby byly zbořeny a nahradily je bulváry a parky, ve městě zůstalo několik menších tvrzí a pevností. Antverpy se za druhé světové války staly cílem německých raket V-2, které město velmi poničily, ale zničit přístav se Němcům nepodařilo.
V roce 1920 město hostilo olympijské hry.

## Památky

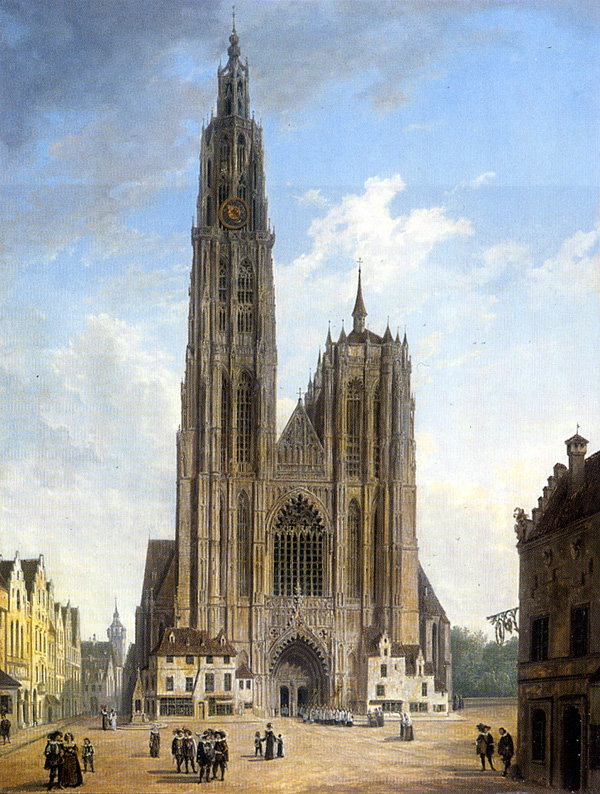
Katedrála. Malba Johanna Dominika Quaglia z roku 1820

Dominantou města je gotická katedrála antverpské diecéze, zasvěcená Panně Marii, která byla dostavěná roku 1523. Její stavba trvala 269 let. Katedrála měří na délku 117 m, na šířku 65 m a náleží k ní 7 lodí a 14 kaplí. Stavba má jen jednu dokončenou věž o výšce 123 m. Hlavní klenba je podepřena 125 nosnými sloupy. Katedrála má zvonkohru se 49 zvony. Uvnitř jsou čtyři velké obrazy vlámského malíře Rubense a řada děl jiných mistrů. Historické centrum města se rozkládá okolo katedrály.
Severozápadně od katedrály se nalézá bývalé hlavní tržiště Grote Markt se 67 m dlouhou renesanční radnicí a cechovní domy ze 16. a 17. století s bohatou sochařskou výzdobou. Jižně od katedrály se nachází Groenplaats (Zelené náměstí), kterému dominuje socha Rubense v nadživotní velikosti.
Mezi historickou zástavbou centra se nachází mimo jiné budova nakladatelství Plantin-Moretus ze 16. století, která byla zapsána na seznam světového kulturního dědictví UNESCO. Dalšími památkami na seznamu UNESCO jsou dům Maison Guiette (jediná dochovaná stavba architekta Le Corbusiera v Belgii) a zvonice (věže) zdejší katedrály a radnice.
Nachází se zde i novogotická budova nejstarší finanční burzy na světě. Začala fungovat již roku 1531, několikrát ale vyhořela.
Město má jednu z nejstarších zoo na světě. Přímo uprostřed města si lze prohlédnout přes 4000 zvířat.

## Kultura

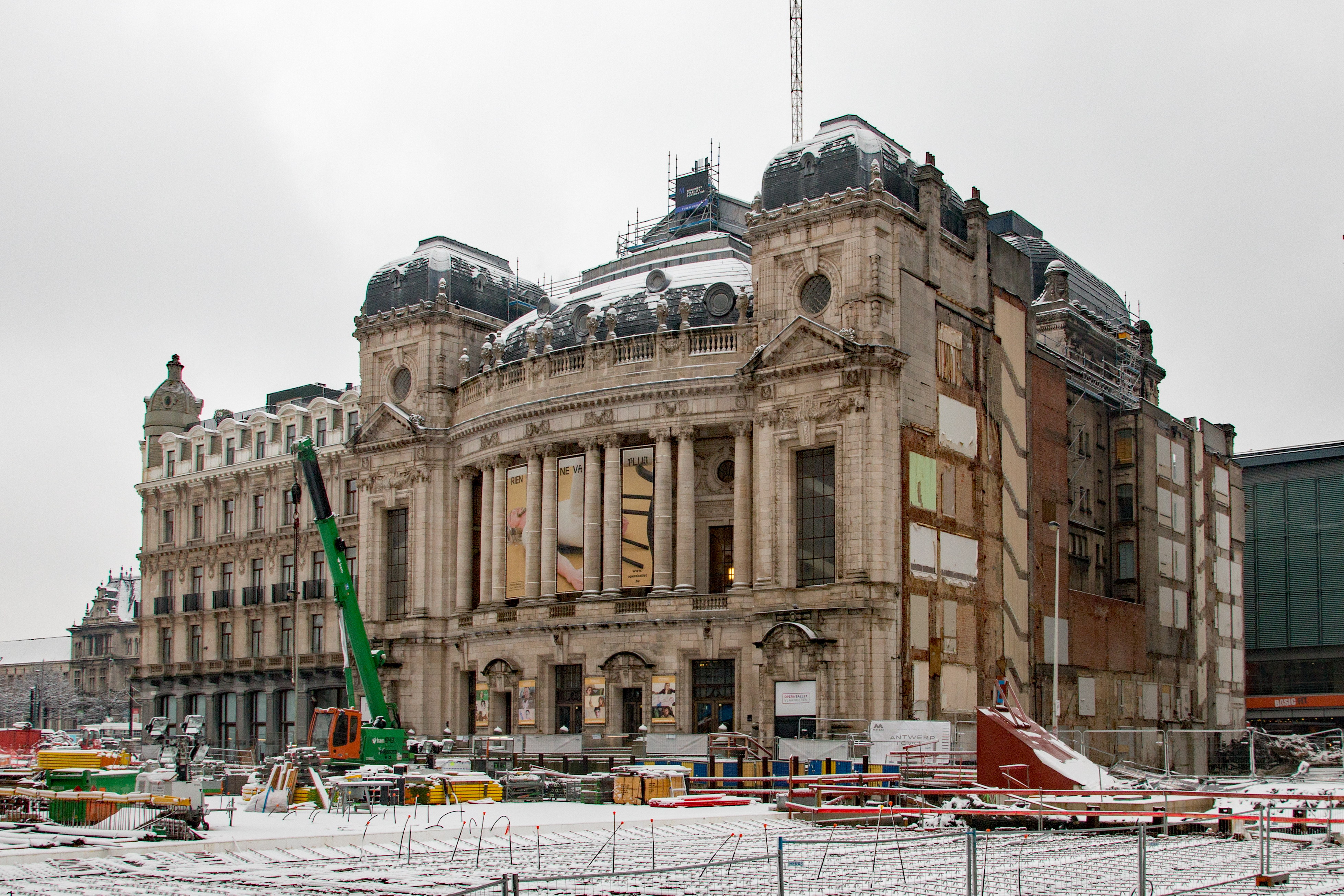
Rekonstrukce budovy antverpské Vlámské opery – "Opera van Vlaanderen", prosinec 2017

Antverpský symfonický orchestr (Antwerp Symphony Orchestra) působí v Sále královny Alžběty (Koningin Elisabethzaal).
Ve městě má jedno ze svých dvou stálých sídel Královská vlámská opera (Koninklijke Vlaamse Opera). Druhé sídlo má v asi 50 km vzdáleném městě Gent.

## Vzdělání
V Antverpách sídlí univerzita (založena roku 1852) a několik vysokých škol (Artesis Hogeschool Antwerpen, Královská akademie krásných umění, Plantijn Hogeschool).

## Ekonomika

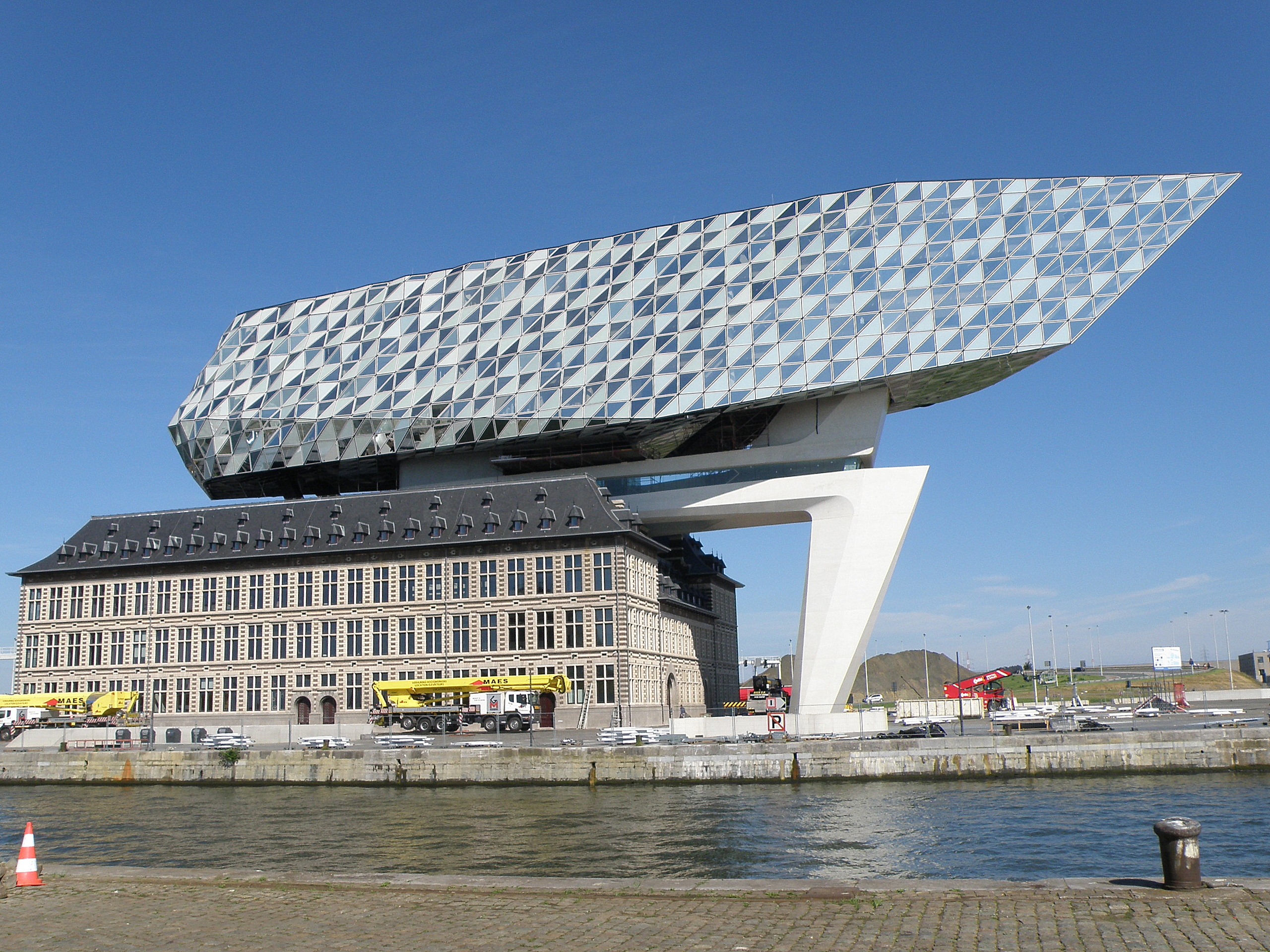
Hlavní sídlo přístavní správy v Antverpách

Antverpy jsou známy především jako jedno z největších světových center zpracování diamantů. Zpracování surových diamantů či obchodem s nimi na zdejší burze se zabývá více než 1600 firem (asi 27 000 osob).
Velice významný díky své výhodné geopolitické poloze v rámci Evropy je také zdejší přístav co do množství a objemu přepraveného zboží největší v Belgii a druhý největší v Evropě (po rotterdamském).
Do roku 2010 stávala poblíž přístavu na 96hektarovém pozemku automobilka General Motors Belgium NV s výrobou osobních vozů Opel, která zaměstnávala na 2500 osob.
Od devadesátých let jsou Antverpy uznávány jako město módy a designu. Hlavně kvůli absolventům Královské akademie výtvarných umění se město stalo úspěšné v mezinárodním měřítku.

## Sport
- V roce 1920 město hostilo olympijské hry.
- Sídlí zde fotbalový klub Royal Antverpy. Dříve tu sídlil i Beerschot VAC, který již zanikl.
- Ve čtvrti Deurne sídlí klub ledního hokeje Phantoms Deurne.
- Každoročně v říjnu se zde hraje mezinárodní tenisový turnaj mužů ATP 250.

## Fotografie

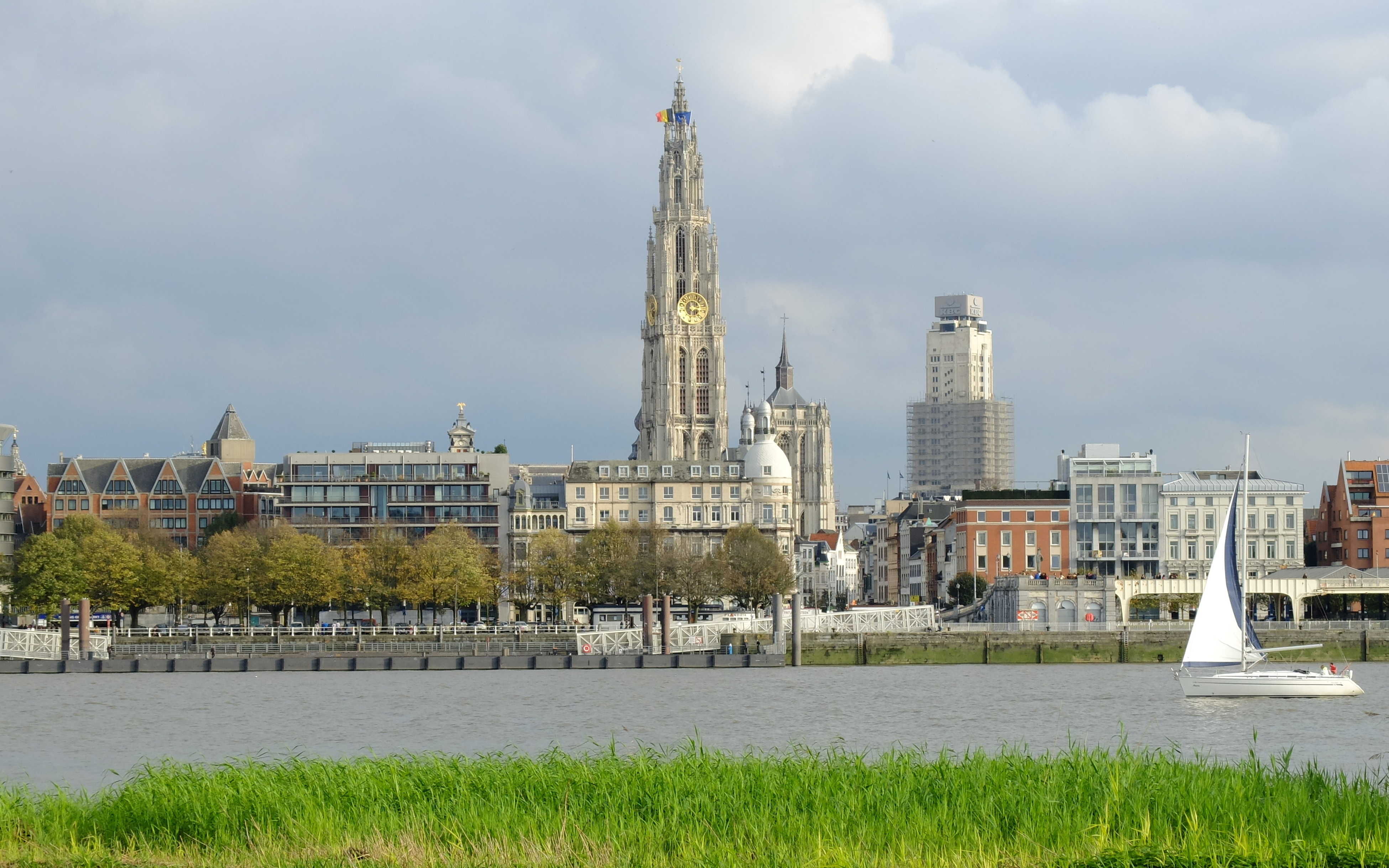
Panorama města s dominantou katedrály Panny Marie z levého břehu řeky Šeldy.
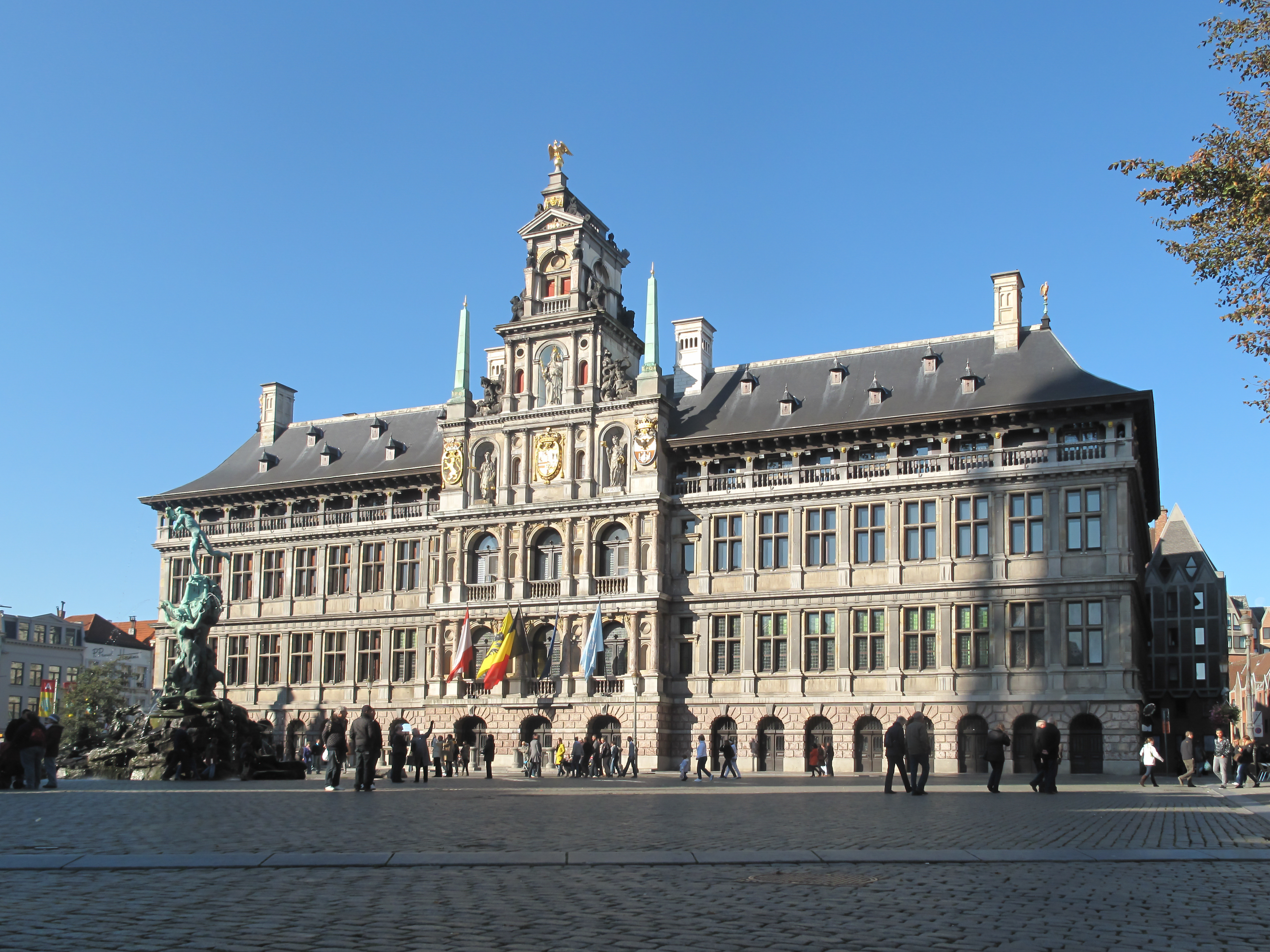
Renesanční radnice v Antverpách.
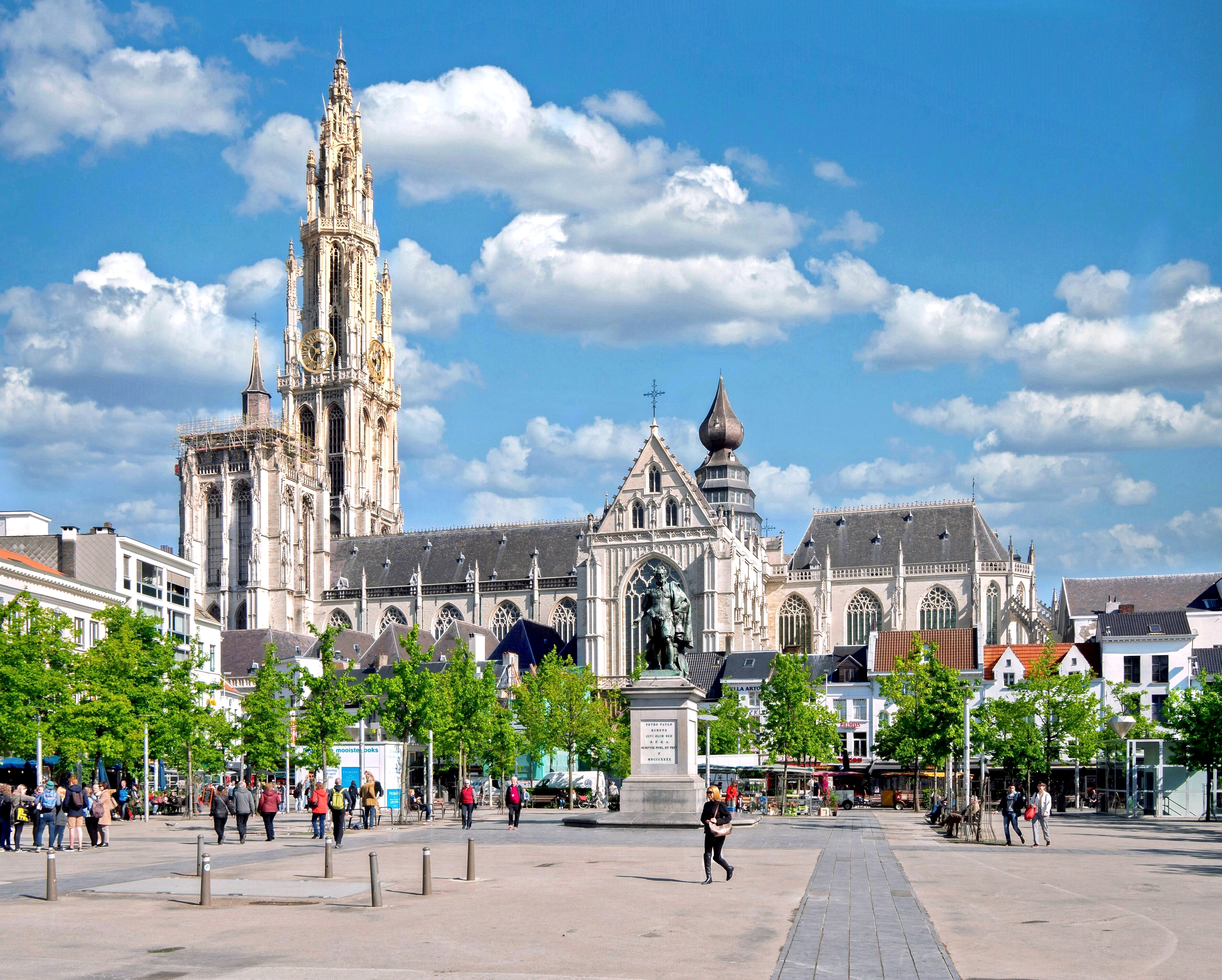
Katedrála Panny Marie v Antverpách.
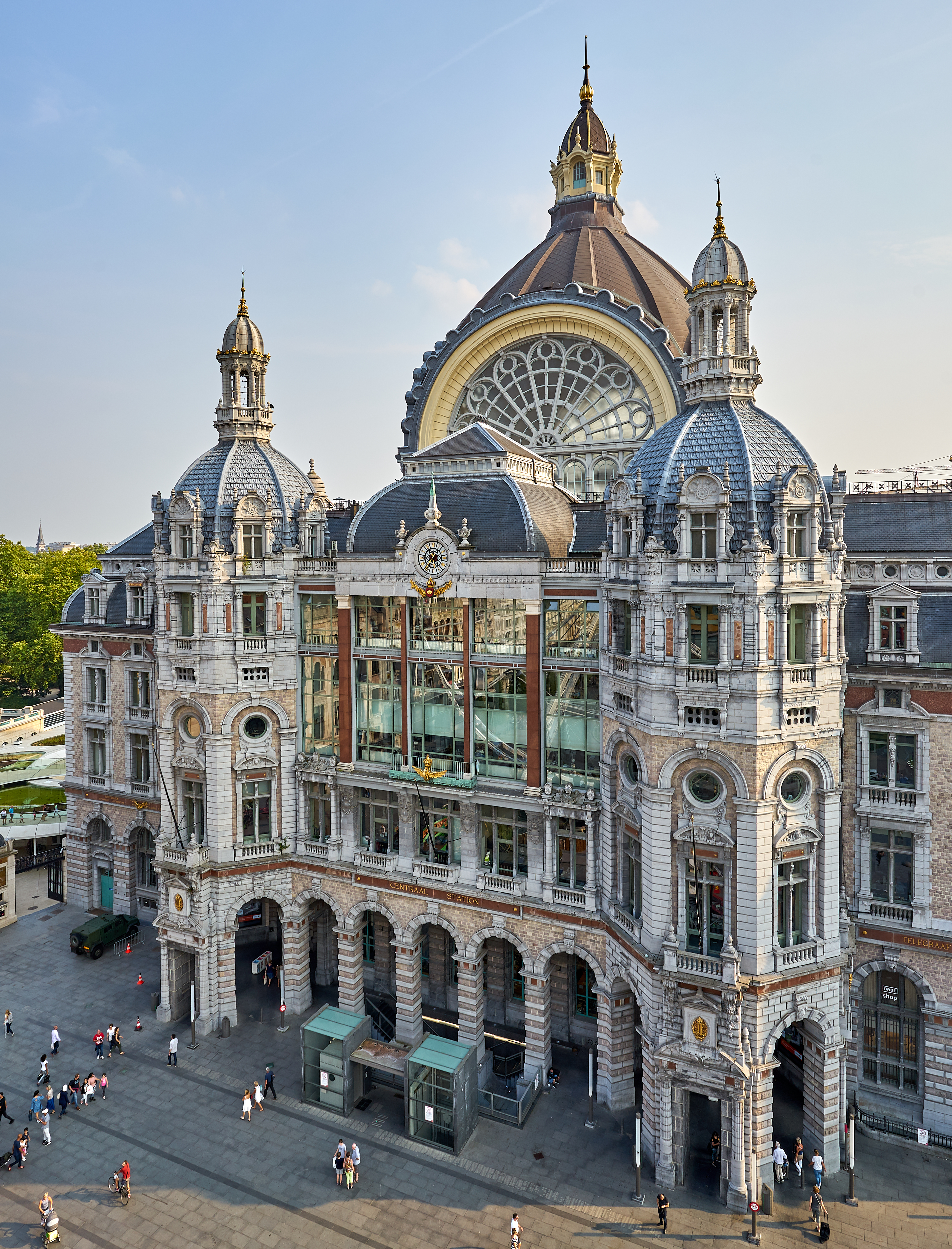
Železniční nádraží Antwerpen-Centraal.
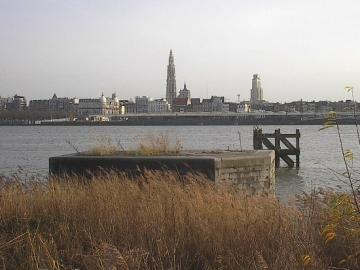
Pohled na Antverpy přes řeku Šeldu.

## Známí rodáci
- Lionel z Antverp (1338–1368), anglický princ, rytíř Podvazkového řádu[3]
- Abraham Ortelius (1527–1598), vlámský kartograf a geograf[4]
- Gillis van Coninxloo (1544–1607), vlámský malíř krajin
- Anthonis van Dyck (1599–1641), vlámský barokní malíř[5]
- Hendrik Conscience (1812–1883), vlámský spisovatel[6]
- Henry van de Velde (1863–1957), belgický malíř, návrhář a architekt[7]
- Edward Schillebeeckx (1914–2009), belgický teolog, katolický kněz a vysokoškolský profesor[8]
- Elias Menachem Stein (1931–2018), americký matematik[9]
- Matthias Schoenaerts (* 1977), belgický herec[10]
- Tia Hellebautová (* 1978), bývalá belgická atletka, olympijská vítězka, mistryně Evropy ve skoku do výšky a halová mistryně světa v pětiboji[11]
- Toby Alderweireld (* 1989), belgický profesionální fotbalový obránce a reprezentant[12]
- Romelu Lukaku (* 1993), belgický profesionální fotbalový útočník a reprezentant[13]

### Osoby spjaté s historií města
- Egidus Nuemans - barokní malíř

## Partnerská města
- Mylhúzy, Francie od roku 1954
- Marseille, Francie (1958)
- Petrohrad, Rusko (1958)
- Rostock, Německo, (1963)
- Šanghaj, Čína (1984)
- Haifa, Izrael, (1995)
- Kapské Město, Jihoafrická republika, (1996)
- Barcelona, Španělsko, (1997)
- Ludwigshafen, Německo (1998)